# Sayuri Ōsuga
Sayuri Ōsuga (大菅 小百合, Ōsuga Sayuri), née le 27 octobre 1980 à Shibetsu (Japon), est une sportive japonaise pratiquant le cyclisme sur piste et le patinage de vitesse.

## Biographie
Sayuri Osuga a la particularité d'avoir participé aux Jeux olympiques dans deux disciplines différentes.
Lors des Jeux olympiques d'hiver de 2002 à Salt Lake City, elle se classe douzième dans l'épreuve de 500 m de patinage de vitesse et douzième en 1 000 mètres. Elle concourt en cyclisme sur piste aux Jeux olympiques d'été de 2004 à Athènes où elle se classe huitième de l'épreuve du 500 m. Enfin, elle participe aux Jeux olympiques d'été de 2006 à Turin et termine huitième du 500 m.
Elle remporte lors des Championnats du monde simple distance de patinage de vitesse 2007 la médaille de bronze dans l'épreuve de 500 m.